# Pseudopoda kullmanni
Pseudopoda kullmanni är en spindelart som beskrevs av Jäger 200. Pseudopoda kullmanni ingår i släktet Pseudopoda och familjen jättekrabbspindlar. Inga underarter finns listade i Catalogue of Life.